# Médicos Históricos de Guipúzcoa en los siglos XVI y XVII
En el siglo XVI y XVII había una gran escasez de médicos en la provincia española de Guipúzcoa lo que hizo que se desarrollaran profesiones adláteres como curanderos, emplasteros, saludadores etc. Esto no fue óbice para que algunos de ellos llegaran a ser médicos de cámara del emperador Carlos V y de los reyes Felipe III y Felipe IV.

## Contexto histórico
En los siglos XVI y XVII había una gran escasez de médicos en la provincia de Guipúzcoa. En ese periodo de la historia la licenciatura de medicina tenía menos atractivo para los escasos jóvenes que podían estudiar que otras profesiones liberales. En 1625 no había más que diecisiete médicos en Guipúzcoa por lo que no se podía atender a un centenar de pueblos con que contaba la provincia. La mayor parte de ellos estaban asistidos por emplasteros y saludadores hasta su ilegalización en 1757.
Una idea de la situación de los médicos nos da una escritura conservada de principios del siglo XVII, otorgada entre el médico y el enfermo, por la cual se obliga al paciente a pagar cierta cantidad al médico si le cura la enfermedad que padece, siendo gratuitas las visitas en el caso contrario.
Los saludadores se dedicaban a curar las mordeduras de los perros, de las culebras etc. por medio de la succión y emplastos. Era creencia general, que cuando un matrimonio tenía siete hijos varones seguidos, el séptimo hijo tenía una virtud curativa especial, y aunque eran considerados los más aptos para dedicarse a este oficio, otros, sin reunir aquella condición, se dedicaban también a explotar la ignorancia de las gentes.
También había muchos curanderos y curanderas en la provincia que de manera reservada se dedicaban a explotar la ciencia de curar, empleando brebajes y emplastos en los que tenía mucha fe la gente labradora y marinera. También trataban las fracturas y luxaciones óseas denominándose en épocas más tardías petriquillos.
Además de médicos, había también cirujanos. Esta carrera era más corta y todavía en el siglo XVIII no se les exigían más estudios que la asistencia a un curso de Anatomía práctica y dos años de audición de los tratados quirúrgicos seguido de tres años de práctica en los hospitales.

## Médicos destacados

### Antonio de Araoz
Nació en Vergara en 1516 y se licenció en medicina por la Universidad de Salamanca.
Tras el doctorado tomó los hábitos de la Compañía de Jesús siendo considerado el duodécimo compañero de San Ignacio.
Fue predicador  y confesor del Cardenal Santa Cruz, que después fue Papa con el nombre de Marcelo II.
Fundó 15 Colegios de su Compañía en España y falleció en 1573.

### Andrés Ibáñez de Irure
Médico natural de Placencia e hijo de un vicario. Fue médico del emperador  Carlos V y murió en Alemania en servicio bélico. Además de médico también comerció en la industria armamentística de la época (espadas, lanzas etc).

### Cosme de Gorbiaran
Fue el primer médico, en 1522,  del que se tiene constancia que ejerció en Guetaria en especial a pacientes del Camino de Santiago y a pacientes con lepra.

### Francisco de Galbete
Natural de Cegama de la casa solar de Galbete. Fue médico y cirujano de la Cámara de S. M. Felipe IV. Según relata el historiador Lope Martínez de Isasti, escribió un libro referente de medicina que se perdió con el tiempo.

### Andrés de Aguirre
Médico guipuzcoano natural de Azpeitia que en 1558 se hallaba contratado como médico por la Corona española para prestar sus servicios en los ejércitos de Flandes. Residió en Bruselas hasta julio de 1560, en que volvió a España víctima de enfermedad. Recuperado, en 1561 se reincorporó a la Corte. En 1588 obtuvo el nombramiento de médico de la Familia Real. Falleció en 1594.

### Juan Bautista de Villarreal de Echevarría
Médico guipuzcoano de Cámara del rey Felipe III y de los archiduques Alberto e Isabel. Murió en Flandes en 1604.

### Fernando Escoriaza
Natural del Valle Real de Léniz. Fue médico del emperador Carlos V.